# Cerro Las Minas
Cerro Las Minas este cel mai înalt munte din Honduras. Cerro Las Minas este situat în accidentatul și relativ izolatul departament Lempira din partea de vest a țării. În 1987 a fost înființat Parcul Național Celaque care cuprinde acest munte și are aproximativ 266 de kilometri pătrați din teritoriul înconjurător.
Face parte din zona montană Cordillera de Celaque și i s-a dat numele „Pico Celaque, 2849m” pe harta topografică locală 1:50.000, dar datele SRTM sugerează că 2870 m este mai precisă.